# Sōjōbō
Sōjōbō (jap. 僧正坊 sōjōbō; pol. kapłan buddyjski wyższej rangi) – w mitologii japońskiej wódz tengu, zamieszkujący górę Kurama na północ od Kioto, przez Razana Hayashi zaliczany do trzech najważniejszych daitengu (wielkich tengu). 

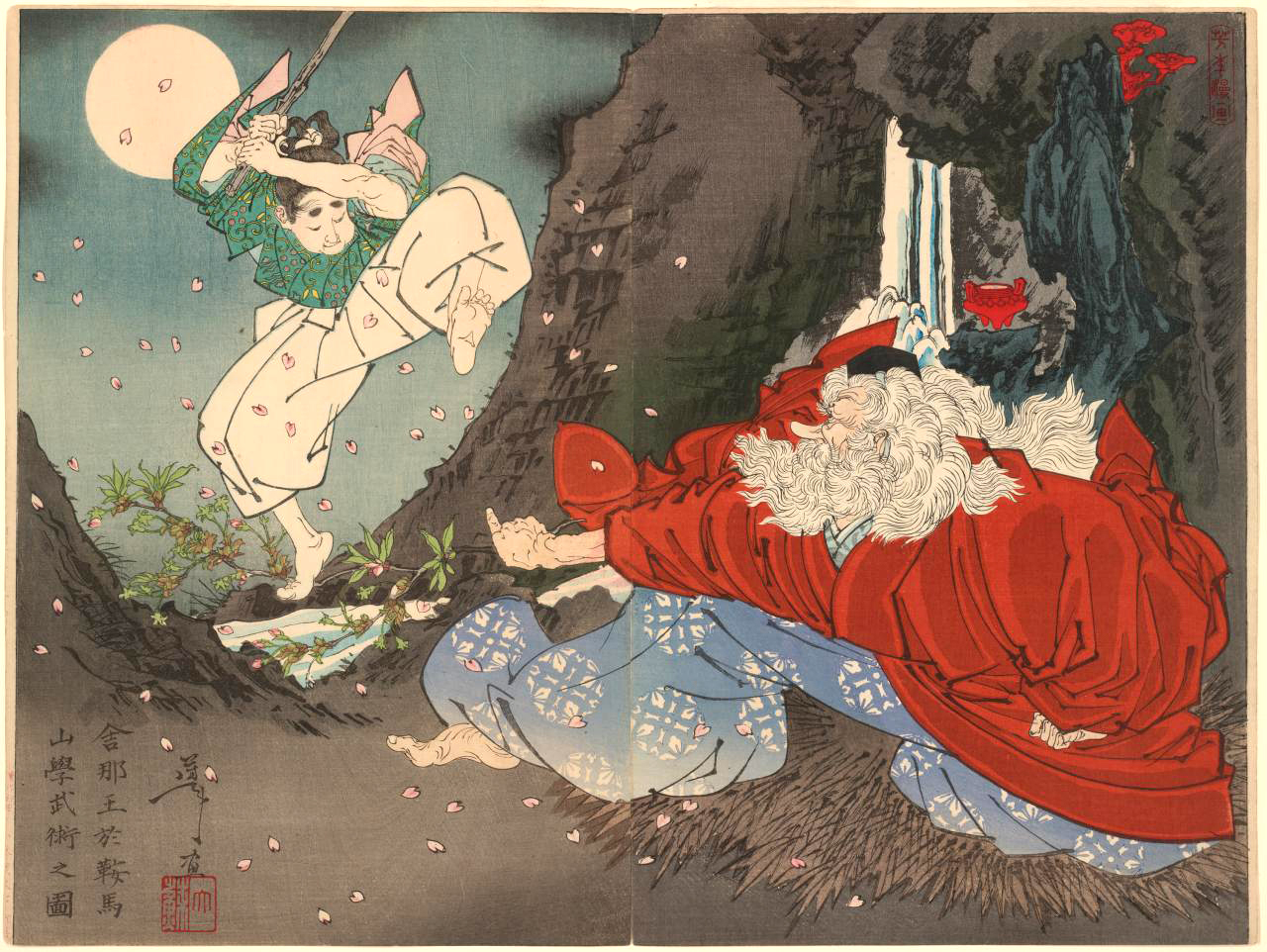
Sōjōbō (po prawej) uczy walki mieczem Yoshitsune Minamoto, ilustracja z 1897 aut. Yoshitoshi Tsukioka

Sōjōbō przedstawiany jest w ludzkiej postaci, acz z długim nosem, ubrany w czerwony strój yamabushi i mitrę. W rękach trzyma wachlarz z piór bądź siekierę, a jako wierzchowiec służy mu dzik. Kult Sōjōbō popularny był wśród łowców i drwali.
Sōjōbō znany jest przede wszystkim z opowieści o słynnym wojowniku Yoshitsune Minamoto. W młodości był on mnichem w świątyni Kurama na górze Kurama. Razan Hayashi w Honchō-jinjakō opisuje ludowe podania, zgodnie z którymi Yoshitsune swoje niezwykłe umiejętności zdobył od tengu Kuramy, którym jest właśnie Sōjōbō.